# Prosopocera lactator poggei
Prosopocera lactator poggei es una subespecie de escarabajo longicornio del género Prosopocera, tribu Prosopocerini, familia Cerambycidae. Fue descrita científicamente por Harold en 1878.
Se distribuye por Angola, Guinea, Malaui, Mozambique, República Democrática del Congo, Tanzania, Zambia y Zimbabue. Mide 26-34 milímetros de longitud.